# Monachinae
Le Monachinae sono una sottofamiglia di foche appartenente alla famiglia dei Phocidae. Questi mammiferi marini abitano principalmente le acque dell'emisfero australe e comprendono specie come la foca monaca e la foca leopardo. Le Monachinae si distinguono per adattamenti specifici alla vita acquatica e una notevole diversità morfologica. 

## Specie
Le specie di Monachinae sono suddivise in tre tribù:  
- Tribù Monachini
  - Monachopsis (estinto)
  - Pristiphoca (estinta)
  - Properiptychus (estinto)
  - Messiphoca (estinta)
  - Mesotaria (estinta)
  - Callophoca (estinta)
  - Pliophoca (estinta)
  - Pontophoca (estinta)
  - Foca monaca hawaiana, Neomonachus schauinslandi
  - Foca monaca mediterranea, Monachus monachus
  - Foca monaca caraibica, Neomonachus tropicalis (probabilmente estintasi intorno al 1950)
- Tribù Miroungini
  - Elefante marino settentrionale, Mirounga angustirostris
  - Elefante marino meridionale, Mirounga leonina
- Tribù Lobodontini
  - Monotherium  (estinto)
  - Foca di Ross, Ommatophoca rossi
  - Foca cancrivora, Lobodon carcinophagus
  - Foca leopardo, Hydrurga leptonyx
  - Foca di Weddell, Leptonychotes weddellii
  - Foca dal collo di cigno, Acrophoca longirostris (estinta)
  - Piscophoca pacifica  (estinta)
  - Homiphoca capensis  (estinta)

## Descrizione e caratteristiche
Questa sottofamiglia di foche è caratterizzata da corpo robusto, testa arrotondata e arti anteriori trasformati in pinne. Si distinguono per il pelo corto, la presenza di vibrisse sensibili e la capacità di trattenere il respiro a lungo durante le immersioni. Hanno adattamenti specifici alla vita acquatica, come il muso allungato e la distribuzione del grasso corporeo che garantisce isolamento termico.

## Distribuzione e habitat
Le Monachinae sono diffuse nelle regioni tropicali, temperate e polari dell’emisfero sud, ma fossili indicano una presenza storica anche nell’Atlantico settentrionale. Le specie attuali abitano soprattutto le coste e le isole dell’emisfero sud, frequentando ambienti marini molto diversi: dalle acque fredde dell’Antartide (come la foca leopardo) alle grotte costiere e spiagge delle zone temperate e tropicali. Alcune specie, come la foca monaca mediterranea, utilizzano grotte marine e spiagge per il riposo e la riproduzione, mostrando una certa flessibilità nell’uso dell’habitat in base alla disponibilità e alla pressione antropica.